# 日本家族計画協会
一般社団法人 日本家族計画協会（にほんかぞくけいかくきょうかい、英：Japan Family Planning Association、JFPA）は、リプロダクティブ・ヘルス・ライツの促進と啓発を行う日本の業界団体。リプロヘルスだけでなく性暴力・児童虐待防止に関する事業を行っている。以前は厚生労働省所管の公益社団法人であったが、公益法人制度改革に伴い一般社団法人へ移行した。
マーガレット・サンガーの来日を記念に発足。国際家族計画連盟加盟団体。
行政と協力し、専門家・学会の指導を受けて、家族計画、母子保健をはじめとした「生涯を通じた性と生殖に関する健康サービスを受けられる社会の実現」を目標に1954年に設立された元厚生労働省認可の社団法人。事務局を東京都渋谷区幡ヶ谷1-34-14に置いている。毎年若者による性感染症予防・避妊法などをテーマにしたコンドームのパッケージデザインを募集している。最優秀賞に輝いた作品は、全国の学校て思春期教育や各種イベントや送料負担などで性教育指導用コンドームを無償配布し、性感染症や望まない妊娠を予防のためにコンドーム知識の普及・啓発を行っている。

## 初代役員
事務局は東京都港区芝白金台町の国立公衆衛生院内に置かれた。
- 指導者：マーガレット・サンガー
- 会長：下條康麿
- 副会長：加藤シヅエ、馬島僴、古屋芳雄
- 顧問：永井亭、前田多門、加納久郎、浜口雄彦、谷口弥三郎、塩田広重
- 常務理事：北岡寿逸、館稔、天野景康
- 理事：安藤画一、岡崎文規、小泉はつせ、戸田正三、福田邦三、福田昌子、水野治夫、山口正義
- 監事：三原信一、寺尾琢麿

## 事業
- 教育・広報（各種セミナー・研修会・講習会の開催と機関誌の発行）、 クリニック・カウンセリングを中心とする思春期保健・避妊・不妊・性教育・性感染症（STD）予防・遺伝関連、リプロダクティブ・ヘルス推進のために必要な教材・備品の企画開発・頒布など[1]

## 機関誌
- 『家族と健康』